# Menneskeskabt drivhuseffekt
 Denne artikel bør gennemlæses af en person med fagkendskab for at sikre den faglige korrekthed.

Den menneskeskabte drivhuseffekt (den antropogene drivhuseffekt) er ændringer af drivhuseffekten i  atmosfæren forårsaget af menneskeskabte aktiviteter og affaldsprodukter. Koncentrationen af drivhusgasser i atmosfæren har været kraftigt stigende siden begyndelsen af 1900-tallet, hvor den globale industrialisering for alvor satte ind. I den forløbne periode er der blevet udledt flere drivhusgasser til atmosfæren ved menneskelige aktiviteter, end der optages af jordens grønne planter og havets plankton. Denne højere koncentration medfører ifølge drivhuseffekten en øget middeltemperatur på jorden og skaber altså dermed global opvarmning. Præcis hvor stor denne effekt er nu og vil være i fremtiden, er der ikke konsensus om, da der er en række store usikkerheder med hensyn til de naturvidenskabelige mekanismer bag den globale opvarmning.

## Drivhusgasser
De gasser der påvirker drivhuseffekten er lattergas, metan, CFC-gasser, kuldioxid og vanddamp. 
Hastigheden hvormed drivhusgasserne øges, er faldende og især CFC-gasbidragshastigheden er faldet markant siden Montreal-protokollens ikrafttræden i 1989, grundet mange landes tilslutning til aftalen. En sekundær effekt af de tidligere nævnte drivhusgasser er mere vanddamp i atmosfæren, som er grunden til den øgede drivhuseffekt for små øgninger af f.eks. CO2, metan.

## Usikkerhed om drivhuseffektens størrelse
Der er på mange måder stor usikkerhed om, præcis hvordan og hvor kraftigt det fremtidige klima vil blive påvirket af den menneskeskabte drivhuseffekt, og hvor store skaderne ved den igangværende og fremtidige globale opvarmning vil være. Der findes også egentlige klimaskeptikere, der er skeptiske overfor den almindelige videnskabelige opfattelse af, at den globale opvarmning er forårsaget af menneskeskabte udledninger af drivhusgasser. I sin mest vidtgående form bliver klimaskeptikerne til klimabenægtere, dvs. personer, der direkte benægter, at der finder global opvarmning sted, eller at denne skulle være menneskeskabt.  Årsagerne til usikkerheden er mangfoldige. Der er således en række forskellige naturlige såkaldte tilbagekoblings- eller feedback-mekanismer, der enten forstærker (positiv tilbagekobling) eller svækker (negativ tilbagekobling) den globale opvarmning. Et eksempel er permafrostens rolle: Det er tænkeligt, at tundraen kan frigive store mængder metan, hvis temperaturen stiger, og dermed yderligere forstærke opvarmningen.
- Måske vil en del planter fremover kunne optage mere CO2 pga. øget koncentration (gødningseffekt).[20][21][22][23] Selv alger på og i is og sne kan optage CO2.[24] Nogle steder øges mængden af fotosyntetisernde planter.[25][26]
- Verdenshavenes vand dækker ca. 70% af vores planet og har en stor varmebuffervirkning.[27]
- Der er regionale og globale naturlige klimarytmer; f.eks. El Niño, La Niña.
- Solens udstrålingsvariation har en effekt.[28][29]
- Man har ikke en komplet forklaring på skydannelse, der har en markant indvirkning på jordens daglige og generelle varmebalance.[30][31] Det er f.eks. usikkert hvor stor en effekt kosmisk stråling fra solen og verdensrummet har.[32][33] Plankton ser også ud til at have en større eller mindre indflydelse.[34]
- Der er også andre (biologiske) effekter, man ikke kender størrelsen af.[35]
- Endelig bliver Gaia-teorien lejlighedsvis nævnt som en faktor, der kan påvirke jordklodens tilpasning til klimaudsvingene.[36][34][37][38]